# Politique commune de l'immigration
La politique commune de l'immigration de l'Union européenne commencé à se développer à partir de l'intégration de l'acquis de Schengen dans le droit de l'Union européenne et le constat selon lequel l'Union européenne est devenue l'une des principales régions de destination des voies migratoires dans le monde.

## Histoire

### Contexte historique
Si, au XIXe siècle et pendant la première moitié du XXe siècle, les migrations s'effectuaient principalement d'Europe vers les autres continents ou entre les pays européens eux-mêmes, la plupart des pays européens sont devenus des terres d'émigration après la Seconde Guerre mondiale.

### Début de formation d'une politique commune de l'immigration
Le droit d'asile se forme depuis un demi-siècle au niveau européen avec la Convention du 28 juillet 1951 relative au statut des réfugiés. Il évolue sous l'effet de politiques communes apparaissant dans les années 1990 en relation avec la création de l'espace Schengen.
En 2002, seules la Lettonie, la Lituanie et la Pologne avaient un solde migratoire négatif. La même année, le taux de migration net était de 2,8 pour 1000 dans les 25 pays aujourd'hui membres de l'Union européenne.
En 2010, il y avait 47,3 millions de personnes nées à l'étranger qui vivaient dans l'UE27, dont 16,0 millions (32 %) nés dans un autre État membre de l'UE27 et 31,4 millions (63 %) nés dans un pays hors de l'UE des 27. Au total, la population née à l'étranger comptait pour 9,4 % de la population totale de l'UE27.
Pour ce qui est des migrations internes entre États membres, on parle de mobilité en Europe.
Dans l'Union européenne, la politique relative à l'immigration se place dans le cadre institué par le traité d'Amsterdam.
Le Conseil européen de Tampere (octobre 1999) a programmé la réalisation de l'espace de liberté, de sécurité et de justice institué par le traité d'Amsterdam (titre IV) pour fin 2004.

### Accords de réadmission
L'UE a inséré dans l'accord de Cotonou (2000), à visée économique, une clause-cadre obligeant les États ACP (Afrique, Caraïbes, Pacifique) à prévoir des accords de réadmission de leurs ressortissants entrés irrégulièrement en Europe.
L'Italie a signé avec la Libye un traité italo-libyen d'amitié, de partenariat et de coopération en août 2008, qui prévoit entre autres la coopération libyenne dans la lutte contre l'émigration clandestine.

### Programme de La Haye (2004)
Le programme de La Haye, ensemble de dix priorités relatives à l'espace de liberté, de sécurité et de justice adoptées lors du Conseil européen des 4 et 5 novembre 2004, prévoit en ce qui concerne l'immigration, dans un délai de cinq ans :
- de mettre en place un plan relatif à l'immigration légale ;
- de favoriser l'intégration des immigrants dans les pays de l'Union en fournissant par exemple aux administrations locales et aux employeurs un recueil de bonnes pratiques.

Il a insisté sur la mise en place du Système d'information des visas (SIV), une base de données biométriques, ainsi que sur la création d'un « Fonds européen pour le retour », mis en place dans le cadre d'un sous-programme du Programme européen pour la protection des infrastructures critiques (PEPIC).

### Crise migratoire 2014-2017
Dans les années 2010, l'Europe est confrontée à une forte augmentation du nombre des migrants - certains étant des réfugiés de la guerre civile syrienne -. Les nouveaux venus arrivent via la mer Méditerranée et les Balkans, depuis l'Afrique, le Moyen-Orient et l'Asie du Sud. L'Europe fait face à partir de 2014 à l'une des plus importantes crises migratoires de son histoire.
| Année | Janvier | Février | Mars   | Avril  | Mai    | Juin      | Juillet | Août    | Septembre | Octobre | Novembre | Décembre | Total      |
| ----- | ------- | ------- | ------ | ------ | ------ | --------- | ------- | ------- | --------- | ------- | -------- | -------- | ---------- |
| 2014  | 3 270   | 4 369   | 7 283  | 17 084 | 16 627 | 26 221    | 28 303  | 33 478  | 33 944    | 23 050  | 13 318   | 9 107    | 216 054    |
| 2015  | 5 550   | 7 271   | 10 424 | 29 864 | 39 562 | 54 588    | 78 433  | 130 839 | 163 511   | 221 374 | 154 975  | 118 687  | 1 015 078  |
| 2016  | 73 135  | 61 074  | 36 923 | 13 248 | 22 112 | 24 583    | 25 930  | 25 611  | 21 222    | 31 429  | 16 352   | 10 757   | 362 376    |
| 2017  | 6 895   | 10 641  | 13 378 | 14 988 | 25 103 | 6 013 (p) |         |         |           |         |          |          | 75 044 (p) |

Le 13 mai 2015, à Bruxelles, la Commission européenne propose des quotas pour réguler l’accueil des migrants : « Agenda européen sur la migration ». En juillet 2015, l'Union européenne adopte un programme de répartition sur deux ans de 40 000 personnes à protéger enregistrées en Italie et en Grèce.
Angela Merkel annonce vouloir accueillir 800 000 migrants notamment pour des raisons économiques, mais confrontée à l'afflux des réfugiés dont le nombre atteint en 2015 le chiffre d'un million et aux critiques de plusieurs pays européens de cette politique d'accueil, l'Allemagne rétablit sa frontière avec l'Autriche le 13 septembre 2015, le ministre de l'Intérieur Thomas de Maizière déclarant que « la solidarité allemande ne peut pas être abusée ».
Principale instigatrice du mécanisme de répartition obligatoire des migrants et confrontée à une très forte opposition notamment des pays d'Europe centrale, Angela Merkel est contrainte d'annoncer en septembre 2016 au sommet de Bratislava l'abandon du système des « quotas » nationaux. De manière répétée, les pays du groupe de Visegrád (Hongrie, Pologne, République tchèque et Slovaquie) soutenus par leurs opinions publiques, critiquent la répartition des nouveaux venus par quote part et affirment leur refus de se plier à ce qu'ils désignent comme un « chantage » et au « diktat » de l'Union européenne à leur égard concernant la politique migratoire commune. En juin 2016, le Brexit l'emporte dans le référendum sur le maintien dans l'Union européenne où la question de l'immigration a été au cœur de la campagne.

### Depuis 2018
La crise migratoire se poursuit après l’épisode plus important de 2015-2017. En particulier, en 2021, la question des migrations revient sur le devant de la scène. La Pologne et ses voisins baltes, la Lettonie et la Lituanie, accusent alors Alexandre Loukachenko avec le soutien de Vladimir Poutine, de faire venir des migrants du Moyen-Orient, pour ensuite les envoyer délibérément de Minsk vers l'Union européenne. En réponse, les pays de l'Est de l'Union européenne érigent des clôtures et renouvellent les demandes pour que l'Union européenne fournisse les fonds nécessaires à la construction de barrières anti-migrants.
En 2022, au cours des sept premiers mois de l'année, sont dénombrées environ 155 090 entrées irrégulières dans l’Union européenne, selon des calculs préliminaires de Frontex. Cela représente une augmentation de 86 % par rapport à la même période de l’année précédente. Le nombre d’entrées irrégulières dans l’Union européenne atteint ainsi son niveau le plus élevé depuis 2016.
En juin 2023, la majorité des ministres de l'Union européenne se mettent d'accord sur la manière de répartir la responsabilité de la prise en charge des migrants et des réfugiés. Dans le cadre de l'accord qui a finalement été conclu et qui doit être finalisé avant les élections européennes de 2024, chaque pays serait responsable d'un nombre défini de personnes, mais n'aurait pas nécessairement à les accueillir. Les pays qui ne souhaitent pas accueillir des clandestins et des réfugiés arrivant ad hoc dans l'UE pourraient aider leurs homologues hôtes en espèces - environ 20 000 euros par personne - en équipement ou en personnel. L'accord introduirait une nouvelle procédure frontalière accélérée pour les personnes jugées peu susceptibles d'obtenir l'asile afin de les empêcher de s'attarder à l'intérieur du bloc pendant des années. La Pologne et la Hongrie - parmi les voix les plus fortes de l'UE contre l'acceptation d'immigrants par la mer - se sont opposées à l'accord. Cela, cependant, n'a pas fait échouer l'accord de la majorité. Par la suite, Jaroslaw Kaczynski a déclaré vouloir organiser un référendum en Pologne sur cette question. La Pologne s'oppose à l'accord, affirmant qu'elle a déjà accueilli plus d'un million de personnes fuyant la guerre en Ukraine et qu'elle ne paiera pas si elle refuse d'accueillir des réfugiés d'Afrique et du Moyen-Orient.
Dans l'Union européenne, la politique relative à l'immigration se place dans le cadre de l'espace de liberté, de sécurité et de justice institué par le traité d'Amsterdam (titre IV). Elle est mise en place en particulier par le Commissaire européen pour la justice, la liberté et la sécurité, actuellement Věra Jourová. Si l'immigration, le crime organisé et le terrorisme relevaient de différents groupes de travaux au sein du Troisième pilier (Justice et Affaires intérieures), ces distinctions ont progressivement été effacées, la politique d'immigration de l'UE étant considérée comme partie de la politique de défense et de sécurité. Ces politiques ont une forte dimension intergouvernementales.
Le Conseil européen de Tampere (octobre 1999) a programmé la réalisation de cet espace pour fin 2004. Un grand nombre d'engagements demandent toutefois encore à être traduits dans la législation européenne et les directives adoptées dans ce cadre ne sont pas toutes transposées intégralement dans les législations nationales. Aucun État de l'Union européenne n'a ratifié, à ce jour[Quand ?], la Convention internationale sur la protection des droits de tous les travailleurs migrants et des membres de leur famille de l'ONU du 18 décembre 1990.

### Procédures de décision selon les traités
Les traités répartissent les pouvoirs de décision entre institutions communautaires d'une manière différenciée selon les politiques menées. Le traité d'Amsterdam, entré en vigueur en 1999, prévoyait de faire passer la politique de l'immigration, des visas et d'asile (titre IV) dans le premier pilier et de lui appliquer donc la méthode communautaire, c’est-à-dire que les décisions seraient prises en commun, sur proposition de la Commission européenne, par le Conseil de l'Union européenne, se prononçant à la majorité qualifiée, et le Parlement (article 251 du traité CE). La politique d'immigration a été mis en place en France sous 5 raisons.
| Types de mesures concernées | |
| --------------------------- | --- |
| Article 62                  | Absence de contrôles aux frontières intérieures ; règles relatives à la délivrance de visas de courte durée aux frontières extérieures. |
| Article 63                  | Asile, politique d'immigration (visas de longue durée, immigration clandestine).                                                        |
| Article 64                  | Mesures provisoires en cas d'afflux soudain de ressortissants de pays tiers.                                                            |
| Article 65                  | Mesures relevant de la coopération judiciaire dans les matières civiles ayant une incidence transfrontalière.                           |
| Article 66                  | Coopération entre les administrations.                                                                                                  |

Toutefois ce passage n'est que progressif. D'une part le traité d'Amsterdam prévoyait que la Commission n'aurait le monopole sur les propositions dans ce domaine qu'au bout de cinq ans. Cette phase est terminée depuis le 1er mai 2004.
D'autre part la mise en œuvre dépend des matières concernées (article 67) :
- Jusqu'au début de l'année 2005, la plupart des mesures relatives à l'immigration, à l'asile et aux contrôles aux frontières étaient exclues de la méthode communautaire : le Conseil décidait à l'unanimité sur simple consultation du Parlement européen. La codécision s'appliquait toutefois à certaines mesures dans le domaine des visas.
- Depuis le 1er janvier 2005, en vertu des dispositions de l'article 67 (passage automatique de certaines matières à la méthode communautaire) et de la décision du Conseil 2004/927/CE[22] (qui traite des autres matières de l'article 62 et de certaines matières de l'article 63), l'ensemble de la politique de visas et de la politique d'asile relèvent du premier pilier de l'Union, c’est-à-dire de la méthode communautaire (majorité qualifiée au Conseil et codécision avec le Parlement), sauf sur certains points : l'unanimité reste la règle au Conseil pour adopter des mesures relatives à la délivrance de titres de séjour (y compris pour le regroupement familial). Certains États, en particulier l'Allemagne et l'Autriche, ne souhaitent pas abandonner leur droit de veto dans le domaine de l'immigration légale. Les autres matières (libre circulation des personnes à l'intérieur de l'Union, immigration clandestine...) sont désormais régies par la procédure de codécision.

Le traité établissant une Constitution pour l'Europe, rejeté par la France et les Pays-Bas, prévoyait l'achèvement du passage des politiques de visa, d'asile et d'immigration dans le premier pilier.
Le traité de Lisbonne supprime la structure par pilier et communautarise une partie des questions liées à l'immigration. Certaines, comme la définition de quotas d'immigrants légaux, restent des prérogatives nationales.

### Législation européenne
Les institutions européennes ont adopté des textes dans plusieurs domaines spécifiques :
- droit au regroupement familial : directive 2003/86/CE du Conseil, du 22 septembre 2003[23].
- statut des ressortissants de pays tiers résidents de longue durée : la directive 2003/109/CE du Conseil, du 25 novembre 2003[24], harmonise les législations des États membres, qui doivent reconnaître un statut de « résident de longue durée » obtenu après cinq années de résidence légale et ininterrompue. Ce statut est lié à la possession de ressources stables et suffisantes sans avoir recours à l'aide sociale. Il peut aussi être soumis à la maîtrise de la langue locale. Ce statut assure au ressortissant des droits égaux aux nationaux par exemple dans les domaines professionnel, scolaire et social, tout en admettant un certain nombre de dérogations nationales à ce principe d'égalité.
- reconnaissance mutuelle des décisions d'éloignement des ressortissants de pays tiers : la directive 2001/40/CE du Conseil, du 28 mai 2001[25], assure qu'une décision d'éloignement formulée par un État membre s'applique automatiquement sur tout le territoire de l'Union.
- sanctions pécuniaires contre les transporteurs : la directive 2001/51/CE du Conseil, du 28 juin 2001[26], prévoit des sanctions contre les transporteurs qui font entrer dans l'Union des ressortissants de pays tiers dépourvus des titres ou visas nécessaires.

### Directive retour
Le Parlement européen a adopté la directive sur le retour des étrangers en situation irrégulière le 18 juin 2008. Le texte fixe des règles communes en matière d'expulsion des étrangers en situation irrégulière. Le maintien en rétention avant expulsion est autorisé jusqu'à un maximum de dix-huit mois. Une possibilité d'interdiction du territoire communautaire pour cinq ans peut être également prononcée. Les mesures décrites dans la directive sont ultérieurement transposées dans le droit national de chacun des États.

### Jurisprudence
- arrêt Soysal de la Cour de justice des Communautés européennes (CJCE) du 19 février 2009 concernant les obligations de visa pour les ressortissants turcs (les relations entre la Turquie et l'Union européenne sont régies par l'accord d'Ankara de 1963 et son protocole additionnel de 1970). La CJCE y conclut que « L’article 41, paragraphe 1, du protocole additionnel, signé le 23 novembre 1970 (…) s’oppose à l’introduction, à compter de l’entrée en vigueur de ce protocole, de l’exigence d’un visa pour permettre à des ressortissants turcs (…) d’entrer sur le territoire d’un État membre aux fins d’y effectuer des prestations de services pour le compte d’une entreprise établie en Turquie, dès lors que, à cette date, un tel visa n’était pas exigé. » Le débat juridique porte donc sur la question de savoir qui peut être considéré comme se déplaçant « aux fins d’y effectuer des prestations de services »[28] (voir la question posée par le député européen Cem Özdemir (Verts/ALE) en avril 2009).
- Arrêt du 22 octobre 2009 de la CJCE, dans les affaires jointes C-261/08 et C-348/08, García et Cabrera contre Delegado del Gobierno en la Región de Murcia, au sujet d'une question concernant l'obligation, ou non, d'expulser un étranger extracommunautaire en situation irrégulière[29].

## Frontières extérieures: l'agence Frontex

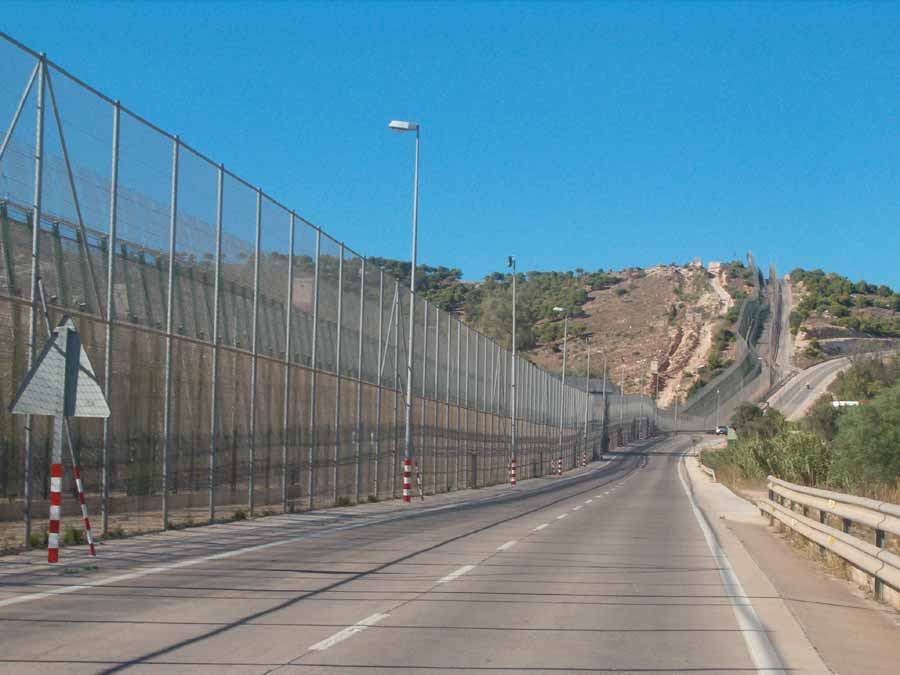
La barrière de Melilla (enclave espagnole dans l'Afrique du Nord).

L'Union européenne a créé en 2004, par un règlement, l'Agence européenne pour la gestion de la coopération opérationnelle aux frontières extérieures des États membres de l'Union, plus communément appelée Frontex, afin de gérer de manière intégrée les frontières extérieures des États membres de l'Union européenne.
Une « patrouille européenne contre l'immigration clandestine » a été créée par l'UE, en 2006, avec un budget de 3,2 millions d'euros.
Le 11 août 2006 a été mis en œuvre un plan d'action sous l'égide de Frontex pour réduire les migrations clandestines d'origines subsahariennes à destination des îles Canaries [réf. nécessaire]. Le centre de commandement et de coordination des opérations se situe à Tenerife.
Des États membres de l'UE fournissent des ressources pour aider l'Espagne notamment, en mettant à disposition en particulier une corvette de la marine portugaise, un avion et un patrouilleur des garde-côtes italiens et un avion finlandais [réf. nécessaire].
Franco Frattini, commissaire européen à la justice (2004-2008), avait alors estimé que la création de cette coopération était « un moment historique dans l'histoire des politiques d'immigration européennes et l'expression vraiment tangible de la solidarité » des États membres [réf. nécessaire].
Des accords entre l'UE et la Mauritanie et le Cap-Vert autorisent les patrouilles de Frontex sur les côtes de ces pays. Cependant, avec le Sénégal, les négociations n'avaient toujours pas abouti en août 2006.
En février 2008, la Commission européenne a examiné la possibilité de créer un Système européen de surveillance des frontières extérieures (EUROSUR).

## Statistiques
Selon les Nations unies, en l'absence de migrations, dans les cinquante ans à venir, l'Union européenne verrait sa population diminuer de 43 millions, soit 11 %. Pour éviter cela elle aurait donc besoin de 47 millions d'immigrants, soit presque un million par an, ce qui correspond pratiquement à la situation actuelle.
Depuis 2008, la collecte officielle de données sur la migration, la nationalité et l’asile est basée sur le règlement (CE) n° 862/2007. L’analyse et la composition des groupes des pays de l’Union européenne, des pays de l’AELE et des pays candidats au 1er janvier de l’année de référence figurent dans le règlement d’exécution (UE) n° 351/2010. Celui-ci définit un ensemble élémentaire de statistiques sur les flux migratoires internationaux, les stocks de population étrangère, l’acquisition de la nationalité, les titres de séjour, l’asile et les mesures prises contre l’entrée et le séjour irréguliers. Les États membres de l’Union peuvent continuer d’utiliser toute donnée appropriée selon la disponibilité et les pratiques nationales, mais les statistiques établies au titre de ce règlement doivent reposer sur des définitions et des concepts communs. La plupart des États membres fondent leurs statistiques sur des sources de données administratives, telles que les registres de population, les registres des étrangers, les registres de titres de séjour ou de permis de travail, les registres de l’assurance-maladie et les registres fiscaux. Certains recourent aussi à des statistiques miroir, à des enquêtes par sondage ou à des méthodes d’estimation pour produire leurs statistiques sur la migration.

### Immigration dans quelques pays européens
Selon l'Union européenne, les informations relatives à la nationalité ont souvent été utilisées pour étudier les immigrants d’origine étrangère. Néanmoins, étant donné que la nationalité peut changer au cours de la vie d’une personne, il est également utile de présenter des informations par pays de naissance.
Selon la définition des Nations unies, est immigrée toute « personne née dans un autre pays que celui où elle réside ». Elle peut avoir la nationalité de son pays de naissance ou avoir une autre nationalité, notamment celle du pays dans lequel elle réside. Dans le premier cas, elle est étrangère, et dans le dernier, elle ne l’est pas, ayant la nationalité du pays où elle habite.
Toutefois, cette définition peut être soumise à interprétation, par exemple en France, on réserve la dénomination d’immigré aux seules personnes « nées étrangères à l’étranger », en excluant les personnes nées françaises (cas des Harkis, rapatriés d'Algérie européens et juifs, etc). Ainsi, chaque pays adopte ses propres normes pour identifier les immigrés et les compter ce qui affecte directement la quantité et la proportion d'immigrés.
En 2010, il y avait 47,3 millions de personnes nés à l'étranger qui vivaient dans l'UE27, dont 16,0 millions (3,2 %) nés dans un autre État membre de l'UE27 et 31,4 millions (6,3 %) nés dans un pays hors de l'UE27. Au total, la population née à l'étranger comptait pour 9,4 % de la population totale de l'UE27. Les pays avec le plus grand nombre de personnes nées hors de l'UE27 sont l'Allemagne (6,4 millions), la France (5,1 millions), le Royaume-Uni (4,8 millions), l'Espagne (4,1 millions), l'Italie (3,2 millions) et les Pays-Bas (1,4 million),,.
| Pays            | Population 2010 (1000) | Nés à l'étranger (1000) | %    | Nés dans un autre état de l'UE 27 (1000) | %   | Nés en dehors de l'UE 27 (1000) | %   |
| --------------- | ---------------------- | ----------------------- | ---- | ---------------------------------------- | --- | ------------------------------- | --- |
| UE 27           | 501 098                | 47 348                  | 9,4  | 15 980                                   | 3,2 | 31 368                          | 6,3 |
| Allemagne       | 81 802                 | 9 812                   | 12,0 | 3 396                                    | 4,2 | 6 415                           | 7,8 |
| France          | 64 716                 | 7 196                   | 11,1 | 2 118                                    | 3,3 | 5 078                           | 7,8 |
| Royaume-Uni     | 62 008                 | 7 012                   | 11,3 | 2 245                                    | 3,6 | 4 767                           | 7,7 |
| Espagne         | 45 989                 | 6 422                   | 14,0 | 2 328                                    | 5,1 | 4 094                           | 8,9 |
| Italie          | 60 340                 | 4 798                   | 8,0  | 1 592                                    | 2,6 | 3 205                           | 5,3 |
| Pays-Bas        | 16 575                 | 1 832                   | 11,1 | 428                                      | 2,6 | 1 404                           | 8,5 |
| Grèce           | 11 305                 | 1 256                   | 11,1 | 315                                      | 2,8 | 940                             | 8,3 |
| Suède           | 9 340                  | 1 337                   | 14,3 | 477                                      | 5,1 | 859                             | 9,2 |
| Autriche        | 8 367                  | 1 276                   | 15,2 | 512                                      | 6,1 | 764                             | 9,1 |
| Belgique (2007) | 10 666                 | 1 380                   | 12,9 | 695                                      | 6,5 | 685                             | 6,4 |
| Portugal        | 10 637                 | 793                     | 7,5  | 191                                      | 1,8 | 602                             | 5,7 |
| Danemark        | 5 534                  | 500                     | 9,0  | 152                                      | 2,8 | 348                             | 6,3 |

### Immigration par nation
| Pour des raisons techniques, il est temporairement impossible d'afficher le graphique qui aurait dû être présenté ici. | Pour des raisons techniques, il est temporairement impossible d'afficher le graphique qui aurait dû être présenté ici. |
| Source Eurostat. | |

### Décès de migrants clandestins
Certaines personnes décèdent lorsqu'elles tentent de gagner clandestinement le territoire d'un État membre. Les flux de migrants, qui prennent souvent le risque de voyager dans des embarcations précaires (les pateras), posent des problèmes particuliers aux États frontaliers. Certaines zones font ainsi l'objet de tentatives récurrentes d'accostage, tentatives se soldant souvent par la mort des migrants (appelés « harraga » en arabe): ainsi, le canal de Sicile, entre l'Italie et la Libye, les enclaves espagnoles au Maroc de Ceuta et Melilla, ou les îles Canaries sont des points d'entrée possibles sur le territoire européen. Au fil des ans, les États concernés (l'Espagne, l'Italie, etc.) ont réussi à obtenir une aide de l'UE concernant ce problème. L'externalisation des frontières de l'UE vers les pays du Maghreb (en particulier le Maroc) a aussi été une forme de réponse à cette question.
Selon le Centre international pour le développement des politiques migratoires, au moins 10 000 immigrants sont morts entre 1997 et 2007 en essayant de rejoindre les rives du sud de l'Europe. Selon l'ONG United for intercultural action, plus de 16 000 migrants sont morts entre 1988 et 2012. Les données collectées avant février 2011 ont été mises sous forme de carte interactive par Le mémorial des morts aux frontières de l'Europe. Selon l’association Fortress Europe, basée en Italie, plus de 12 000 clandestins ont trouvé la mort et plus de 5 000 ont été portés disparus entre 1988 et 2008, en tentant de traverser la Méditerranée dans la zone du canal de Sicile,. En mer Méditerranée, ont perdu la vie 8 315 migrants. Dans le Canal de Sicile 2 511 personnes sont mortes, entre la Libye, l'Égypte, la Tunisie, Malte et l'Italie, dont 1 549 disparus, et 70 autres ont perdu la vie le long des nouvelles routes entre l'Algérie et l'île de Sardaigne; 4 091 personnes sont mortes au large des îles Canaries et du détroit de Gibraltar entre le Maroc et l'Espagne, dont 1 986 disparus; 895 personnes sont mortes en mer Égée, entre la Turquie et la Grèce, dont 461 disparus; 603 personnes sont mortes en mer Adriatique, entre l'Albanie, le Monténégro et l'Italie, dont 220 disparus.
- 19 avril 2015 : 800 migrants syriens, somaliens et érythréens trouvent la mort au large des côtes libyennes, l'embarcation aurait chaviré sous l'effet d'un mouvement de foule, alors qu'approchait un cargo portugais appelé à son secours. L'Union européenne s'est réunie en sommet extraordinaire le 20 avril 2015 afin de répondre à la catastrophe humanitaire en mer Méditerranée[42]. Selon le HCR, en 2015 un migrant meurt toutes les deux heures sur le chemin de l'exil vers l'Union européenne[43].
- 10 septembre 2014 : 500 migrants égyptiens, palestiniens, soudanais et syriens, partis de Damiette (Égypte) se noient au large de Malte, leur navire ayant été sabordé par leurs passeurs à la suite de leur refus d'embarquer sur un autre bateau trop petit[44],[45].
- 3 octobre 2013 : 360 immigrés, érythréens pour la plupart, trouvent la mort lors du naufrage du bateau qui les transportait, au large de l'île de Lampedusa.
- 29 mars 2009: 200 migrants se noient dans une embarcation au large de la Libye[46].
- 28 août 2008: 70 migrants africains portés disparus au large de Malte ; huit survivants[38].
- 31 juillet 2008: 2 femmes (l'une enceinte) meurent près de l'île de Lampedusa[47].
- 7 juin 2008: au moins 40 personnes ont péri et près de 100 sont portées disparues après le naufrage d'un bateau transportant des migrants vers l'Italie, au large de Zuwarah en Libye[48].
- 2007 : plus de 1 831 décès et disparitions enregistrées[49],[48].
- août 2007: 45 migrants de nationalité mauritanienne, marocaine, ghanéenne et nigériane meurent au large de Lampedusa. Le ministre de l'Intérieur italien, Giuliano Amato, déclare alors que la Méditerranée est « de plus en plus une mer de cadavres »[50].
- 7 juillet 2006: un bateau de 49 migrants est intercepté au large de l'île de Tenerife ; trois migrants sont morts lors de la traversée[51].
- début juillet 2006 : 3 migrants africains meurent alors qu'ils essayaient d'escalader la barrière de Melilla[52].
- août 2005 : 535 migrants africains sont expulsés du Maroc vers l'Algérie; de là, ils sont déportés en camion et abandonnés au milieu du désert entre Algérie et Mali. On ne retrouve que quelques survivants[46].
- septembre 2005 : à Ceuta, enclave espagnole au Maroc, la police espagnole tire sur des migrants escaladant les murs. Au moins 11 morts[46].
- 9 décembre 2005: deux migrants (nationalité inconnue) meurent dans des champs de mines à Evros, en Grèce[53].
- 28 mai 2005 : deux Géorgiens meurent à Evros, alors qu'ils essaient de passer de Turquie en Grèce, à cause de mines anti-personnel[53].
- 4 avril 2005 : un Mauritanien et un Tunisien meurent à Evros, en Grèce, à cause de mines anti-personnel; un Irakien est blessé[53]

## Marché du travail
« Selon la Commission européenne (2011), un tiers des migrants sont surqualifiés par rapport au travail qu’ils exercent, ce qui constitue un gaspillage de capital humain que l’Europe ne peut se permettre ».
Ne souhaitant pas accueillir d’immigrés arabo-musulmans, les pays d’Europe de l’Est comme la Pologne, la Hongrie ou la Roumanie, en manque de main d’œuvre, font appel à des travailleurs issus de pays comme l’Ukraine, la Moldavie ou des pays asiatiques (Viêt Nam, Chine, Inde, Mongolie).

## Sources

## Compléments